# ルーカス・ラムボール
ルーカス・ラムボール（Lucas Rumball、1995年8月2日 - ）は、メジャーリーグラグビー、トロント・アローズに所属するラグビー選手でチームの主将。

## プロフィール
- カナダ・オンタリオ州マーカム出身[1]。
- ポジションはフランカー(FL)、ナンバーエイト(No8)。
- 身長 188cm、体重 105kg
- カナダ代表キャップは35（2021年2月現在）でワールドカップ2019のカナダ代表に選ばれた[2]。

## 略歴
2019年、トロント・アローズに加入。 同年チームの主将に就任。